# Viktor Fischer
Viktor Gorridsen Fischer (Aarhus, 1994. június 9. –) dán válogatott labdarúgó, aki jelenleg a FC København-ben játszik, csatárként.

## Pályafutása

### Kezdeti évek
Miután a Lyseng IF és a Viby IF ifiakadémiáján is megfordult, Fischer 2004-ben az AGF, majd 2009-ben az FC Midtjylland csapatához került. A 2011-es U17-es Eb-n és vb-n olyan jó teljesítményt nyújtott, hogy a Chelsea, a Manchester United, a Manchester City és az Internazionale is szerette volna leigazolni. Végül az Ajax ifiakadémiáját választotta.

### Ajax
Fischer a 2012/13-as szezon előtti felkészülés során, egy SV Huizen elleni barátságos meccsen mutatkozott be az Ajax első csapatában. A 3-1-re megnyert mérkőzésen gólt is szerzett. A bajnokságban 2012. október 20-án, a Heracles Almelo ellen debütált, a 84. percben csereként beállva. Első gólját október 31-én szerezte, a KNVB Kupában, az ONS Sneek ellen. November 6-án a Bajnokok Ligájában is lehetőséget kapott, a 87. percben csereként beállva a Manchester City otthonában. 2013. január 20-án a Feyenoord elleni rangadón kezdőként kapott lehetőséget és az első félidőben két gólt szerezve járult hozzá csapata 3-0-s sikeréhez. Február 18-án 2017-ig meghosszabbította szerződését az Ajaxszal. A Willem II elleni 5-0-s győzelemből május 5-én góllal vette ki a részét. Ez a győzelem azt jelentette, hogy csapata sorozatban harmadszor is bajnok lett. Később az év felfedezettjének is megválasztották a klubon belül.
A 2013/14-es idényben már az első bajnokin, a Roda JC ellen eredményes volt. 2014. január 22-én az Ajax egyik legnagyobb riválisa, a Feyenoord ellen játszott a KNVB Kupában. Bár csapata korán gólt kapott, Fischer egy labdaszerzés után kiegyenlített, csapata pedig végül 3-1-re győzött.. Február 24-én térdszalagsérülést szenvedett egy AZ ellen 4-0-ra megnyert meccsen. Az AFC Ajax április 22-én bejelentette, hogy Fischert meg fogják operálni Göteborgban, Svédországban és csak 2015-ben térhet vissza a pályára. A következő szezon nagy részében nem játszhatott a sérülése és a műtét miatt. 2015. március 21-én lépett először újra pályára, az Ajax tartalékcsapatában, a másodosztályban szereplő Jong Ajaxban. Az első csapatba április 19-én tért vissza, egy NAC Breda elleni bajnokin, a második félidőben csereként váltva Kolbeinn Sigþórssont.
A 2015/16-os évadot Fischer jobbszélsőként kezdte, de idővel Amin Younes kiszorította a kezdőből. 2016. január 26-án lejátszotta 100. mérkőzését az AFC Ajax színeiben. A szezon során egyre kevesebb mérkőzésen kapott lehetőséget, így előfordult, hogy csak a Jong Ajaxban jutott neki hely. A szezon vége után nem sokkal bejelentette, hogy szeretne új csapatot találni magának.

### Middlesbrough
2016. május 26-án Fischert 5 millió euróért leigazolta az angol Middlesbrough, 2020-ig szóló szerződést kötve vele.

### A válogatottban
Fischer az U16-os, U17-es, U19-es és U21-es dán válogatottban is szerepelt. Tagja volt annak az U17-es csapatnak, mely a 2011-es U17-es Eb-n az elődöntőig jutott. Az U17-esek közt 30 mérkőzésen 20 gólt szerzett.
A felnőtt válogatottban 2012. november 14-én, egy Törökország elleni barátságos meccsen debütált. Első gólját 2015. június 8-án, Montenegró ellen szerezte, ami 2-1-es győzelmet ért csapatának.

## Magánélete
Fischer nagyapja, Poul Pedersen szintén labdarúgó volt, aki főként jobbszélsőként játszott pályafutása során, és részt vett az 1960-as nyári olimpiai játékokon.

## Sikerei, díjai

### Ajax
- Az Eeredivisie bajnoka: 2012/13, 2013/14
- A Johan Cruijff Schaal győztese: 2013

## Külső hivatkozások
- Viktor Fischer pályafutásának statisztikái a Soccerbase oldalon (angolul)